# Baexem
Baexem (en limbourgeois, Boaksum) est un village néerlandais situé dans la commune de Leudal, dans la province du Limbourg néerlandais. Le 1er janvier 2007, le village comptait 2 824 habitants.

## Histoire
Le 1er janvier 1991, le village de Baexem est rattaché à la commune de Heythuysen.

## Personnalité
- Joseph Epping (1835-1894), astronome mort au château d'Exaten.
- Mgr Léo Kierkels (1882-1957), prêtre passioniste et nonce apostolique en Inde est né à Baexem. Une place publique porte on nom.